# Hora mezi námi
Hora mezi námi (v anglickém originále The Mountain Between Us) je americký romantický dobrodružný film z roku 2017. Režie se ujal Hany Abu-Assad a scénáře Chris Weitz a J. Mills Goodloe . Ve snímku hrají hlavní role Idris Elba a Kate Winslet. Děj filmu sleduje chirurga a reportérku, kteří přežijí pád letadla a musí přežít v nelehkých podmínkách oblasti High Uintas v Utahu.
Film měl premiéru na Filmovém festival v Torontu 9. září 2017 a do kin byl oficiálně uveden 6. října 2017. V České republice měl premiéru 5. října 2017.

## Obsazení
- Idris Elba jako Dr. Ben Bass, chirurg
- Kate Winslet jako Alex Martin, reportérka
- Dermot Mulroney jako Mark, Alexin snoubenec
- Beau Bridges jako Walter, pilot
- Raleigh a Austin jako pes, Walterův pes

## Produkce

### Casting
Film si prošel několika velkými změnami v obsazení. V březnu roku 2012 bylo oznámeno, že roli Basse si zahraje Michael Fassbender, v září roku 2014 ho nahradil Charlie Hunnam. Margot Robbie byla obsazena do role Alex. V listopadu 2014 Robbie projekt opustila a mluvilo se o herečce Rosamund Pike jako náhradě. V prosinci roku 2015 od projektu odešla jak Pike tak Hunnam.
V únoru roku 2016 se k projektu připojil Idris Elba a v červnu roku 2016 Kate Winslet. V únoru roku 2017 byl do role Alex snoubence obsazen herec Dermot Mulroney.

### Natáčení
Natáčení bylo zahájeno dne 5. prosince 2016 ve Vancouveru a pokračovalo do 24. února 2017. Herci natáčeli několik scén na mezinárodním letišti ve Vancouveru a Elba natáčel scény na mezinárodním letišti v Abbotsfordu. Natáčení se zastavilo kvůli Vánocům od 20. prosince 2016 do 3. ledna 2017.
Dne 4. ledna 2017 se natáčelo v Invermere, v komunitě na východě Britské Kolumbie a v lyžařském rezortu Panorama Mountain Village. Winslet natáčela scény v nemocnici Eagle Ridge ve městě Port Moody.
Většina scén se natáčela v Kanadě, na hranicích Alberty a Britské Kolumbie. V červenci roku 2017 byli herci spatřeni při natáčení scéně v Londýně.

## Hudba
Hudbu pro film sloužil německo-íránský skladatel Ramin Djawadi. V oficiálním traileru zní skladba „Dusk Till Dawn“ od Zayna a Sii.

## Přijetí

### Tržby
Film vydělal 25,5 milionů dolarů v Severní Americe a 14,2 milionů dolarů v ostatních oblastech, celkově tak vydělal 39,7 milionů dolarů po celém světě. Rozpočet filmu činil 35 milionů dolarů. V Severní Americe byl oficiálně uveden 6. října 2017, společně s filmy Blade Runner 2049 a My Little Pony Film. Za první víkend docílil druhé nejvyšší návštěvnosti, kdy vydělal 10,1 milionů dolarů. Na první místě se umístil snímek Blade Runner 2049. Za druhý víkend vydělal 5,7 milionů dolarů.

### Recenze
Na recenzní stránce Rotten Tomatoes získal z 134 započtených recenzí 43 procent s průměrným ratingem 5,2 bodů z deseti. Na serveru Metacritic snímek získal z 37 recenzí 48 bodů ze sta. Na Česko-Slovenské filmové databázi snímek získal 79%. Na stránce CinemaScore získal známku za 1, na škále 1+ až 5.

### Nominace a ocenění
| Ocenění            | Datum          | Kategorie                           | Nominovaný | Výsledek |
| ------------------ | -------------- | ----------------------------------- | ---------- | -------- |
| NAACP Image Awards | 15. ledna 2018 | Nejlepší herec v hlavní roli (film) | Idris Elba | nominace |